# Solomon Hill
Solomon Jamar Hill (Los Ángeles, California, 18 de marzo de 1991) es un jugador de baloncesto estadounidense que se encuentra sin equipo. Con 1,98 metros de altura, juega en la posición de alero.

## Trayectoria deportiva

### Universidad

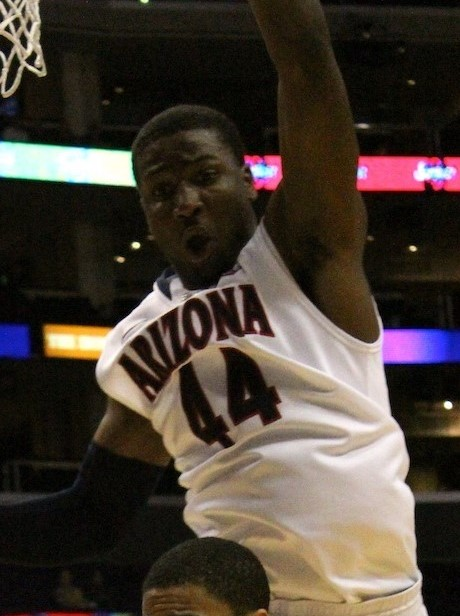
Hill con Arizona en 2011.

Jugó durante cuatro temporadas con los Wildcats de la Universidad de Arizona, en las que promedió 10,3 puntos y 5,5 rebotes por partido. Fue elegido en sus dos últimas temporadas en el mejor quinteto de la Pacific-12 Conference.

### Profesional
Fue elegido en la vigesimotercera posición del Draft de la NBA de 2013 por Indiana Pacers, debutando como profesional ante Orlando Magic, jugando ocho minutos en los que no consiguió anotar.
El 3 de julio de 2019, es traspasado, junto a Miles Plumlee, a Memphis Grizzlies a cambio de Chandler Parsons.
El 6 de febrero de 2020 fue traspasado a Miami Heat en un acuerdo a tres bandas.
Después de unos meses en Miami, el 23 de noviembre de 2020, firma con Atlanta Hawks.
El 8 de diciembre de 2021, se anunció que necesitaba operarse para reparar un desgarro en el tendón de la corva derecha, y se espera que se pierda el resto de la temporada 2021-22. El 13 de enero de 2022, es traspasado junto a Cam Reddish a New York Knicks a cambio de Kevin Knox. Fue despedido seis días después sin llegar a debutar.

## Estadísticas de su carrera en la NBA

### Temporada regular
| Año     | Equipo      | PJ  | PT  | MPP  | %TC  | %3P  | %TL  | RPP | APP | ROB | TPP | PPP |
| ------- | ----------- | --- | --- | ---- | ---- | ---- | ---- | --- | --- | --- | --- | --- |
| 2013-14 | Indiana     | 28  | 0   | 8.1  | .425 | .304 | .857 | 1.5 | .4  | .2  | .1  | 1.7 |
| 2014-15 | Indiana     | 82  | 78  | 29.0 | .396 | .327 | .824 | 3.8 | 2.2 | .8  | .2  | 8.9 |
| 2015-16 | Indiana     | 59  | 3   | 14.7 | .447 | .324 | .857 | 2.8 | 1.0 | .6  | .2  | 4.2 |
| 2016-17 | New Orleans | 80  | 71  | 29.7 | .383 | .348 | .805 | 3.8 | 1.8 | .9  | .4  | 7.0 |
| 2017-18 | New Orleans | 12  | 1   | 15.6 | .268 | .190 | .500 | 3.0 | 1.8 | .6  | .1  | 2.4 |
| 2018-19 | New Orleans | 44  | 15  | 20.0 | .382 | .317 | .719 | 3.0 | 1.3 | .5  | .2  | 4.3 |
| 2019-20 | Memphis     | 48  | 3   | 18.8 | .412 | .381 | .684 | 3.0 | 2.0 | .6  | .1  | 5.7 |
| 2019-20 | Miami       | 11  | 1   | 17.0 | .311 | .292 | .875 | 1.9 | .9  | 1.1 | .5  | 4.5 |
| 2020-21 | Atlanta     | 71  | 16  | 21.3 | .359 | .321 | .761 | 3.0 | 1.1 | .7  | .2  | 4.5 |
| 2021-22 | Atlanta     | 13  | 1   | 10.7 | .150 | .154 | –    | 1.8 | .9  | .3  | .2  | .6  |
| Total   | Total       | 448 | 189 | 21.5 | .388 | .331 | .797 | 3.1 | 1.5 | .7  | .2  | 5.5 |

### Playoffs
| Año   | Equipo      | PJ | PT | MPP  | %TC  | %3P  | %TL  | RPP | APP | ROB | TPP | PPP |
| ----- | ----------- | -- | -- | ---- | ---- | ---- | ---- | --- | --- | --- | --- | --- |
| 2014  | Indiana     | 1  | 0  | 1.0  | -    | -    | -    | .0  | .0  | .0  | .0  | .0  |
| 2016  | Indiana     | 7  | 0  | 28.3 | .452 | .579 | .938 | 4.0 | 1.1 | .3  | .0  | 7.7 |
| 2018  | New Orleans | 9  | 0  | 12.7 | .360 | .375 | .900 | 1.9 | .8  | .1  | .1  | 3.7 |
| 2020  | Miami       | 7  | 0  | 6.0  | .556 | .333 | —    | 1.0 | .4  | .1  | .0  | 1.7 |
| 2021  | Atlanta     | 14 | 3  | 10.4 | .250 | .167 | .500 | 1.4 | .1  | .1  | .0  | 1.2 |
| Total | Total       | 38 | 3  | 13.2 | .382 | .373 | .867 | 1.9 | .6  | .2  | .1  | 3.1 |